# 四街道市
四街道市（よつかいどうし）は、千葉県の北部に位置する市。
明治時代には軍都として栄え、古くから交通の要衝として現在の千葉市、船橋市、成田市、東金市方面へ東西南北4方向の街道が交わることから四ツ街道（現在の四街道）という名が付いた歴史をもつ。
1981年（昭和56年）市制施行。

## 概要
県都・千葉市中心部から8キロメートル、東京都の都心からも40キロメートル圏内と利便性の高い立地条件であることから、JR四街道駅周辺はマンションや住宅地が立ち並び、首都圏のベッドタウンとして発展してきた。一方、梨、落花生などの生産が盛んな近郊農業地帯でもある。市政施行前は印旛郡に属していた。人口は約9万5000人。
かつては四街道駅南口から228基ものガス灯が立ち並び、長さも約2,300メートルと日本一の長さであったが、2016年（平成28年）4月にLED化されている。
都市雇用圏における東京都市圏（東京都特別区部、千葉市）に含まれ、通勤率は、千葉市へ28.5%、東京都特別区部へ15.7%（いずれも平成22年国勢調査）。

## 地理
- 千葉県中北部の内陸に位置し、南と西で県庁所在地の千葉市と隣接し、北と東で佐倉市と隣接する。
- 下総台地の南に位置し、市の東縁を利根川水系の鹿島川が印旛沼へと北流している。
- 市の中央部南方を、JR総武本線が南西から北東に走り、市の中央部南方に四街道駅、北東部に物井駅がある。
- 市の中央部北方を、東関東自動車道が東西に走り、市の北東部に四街道インターチェンジがある。
- 市の南部を、国道51号が南東から北西に走り、「吉岡交差点」[注 1]の名は交通情報の渋滞情報でよく登場する。

### 地形
- 市域の大半は下総台地（印旛沼南側流域）の低い台地となっており、樹枝状の谷津田が多数切れ込んでいる。主要な谷津田は、東部 - 南部の鹿島川とその支川、中央部の手繰川源流、西北部の勝田川支川。西部のごく一部が都川水系の葭川の流域となっている。全体として印旛沼へ流れ込む河川に沿った、南が高く北が低い微傾斜となっている。
- 最低標高点は、最北端の鹿島川へ小河川が流れ込む合流点で、約5メートル。
- 最高標高点は、最南部の吉岡新開の東金御成街道付近で、40メートル強。

### 隣接する自治体・行政区
- 千葉市（花見川区、稲毛区、若葉区）
- 佐倉市

## 歴史
かつて古代には物部氏に関係した下総国千葉郡物部（現在の物井地区周辺）と山梨（現在の山梨地区周辺）という里・郷名であった。中世期には下総国臼井荘へと変わり、約600年もの間「千葉一族」の所領となった。その後徳川家康により関東が平定され、江戸期には佐倉藩・幕領となった。
幕末には下志津原に佐倉藩の砲術練習所が置かれ、その後1886年（明治19年）4月に「陸軍砲兵射的学校」が創立され、1897年（明治30年）に「陸軍射撃学校」と改称され四街道駅の北側に移転してきた。この事により、四街道の町は軍都として発展を遂げていく。1922年（大正11年）「陸軍野戦砲兵学校」と改称。しかし、終戦と同時に軍は解体（現在残るのは「陸上自衛隊下志津駐屯地）。その後、旧陸軍施設跡地は、宅地・行政・文教・商業施設などに転換され現在に至っている。

### 地名の由来
市名の由来は四街道駅から西に500メートルほどの場所（現在の「四街道十字路」北緯35度39分39.8秒 東経140度9分34秒）に「北 成田山道」「南 千葉町道」「東 東宇がね（東金）道、馬渡道」「西 東京、船橋道」と掘ってある駒形方形の道標石塔が建っており、そこを中心に街道が四方向に伸びていることから「四つ角」→「四ツ街道」→「四街道」という呼び名が付いた（和良比地区に字・四海道も存在する）。1881年（明治14年）に四つ角に私設郵便局が開設した際、初代局長の福島和吉が局名を「四街道」とするように県に懇願し認可されたのが始まりとされる。
ちなみに近くには御成街道や千葉街道、成田街道や佐倉街道（年貢道）があるが、成田街道と佐倉街道が交わるのは佐倉城下であり、これらの街道は四街道の地名とは直接関係がない。

### 年表

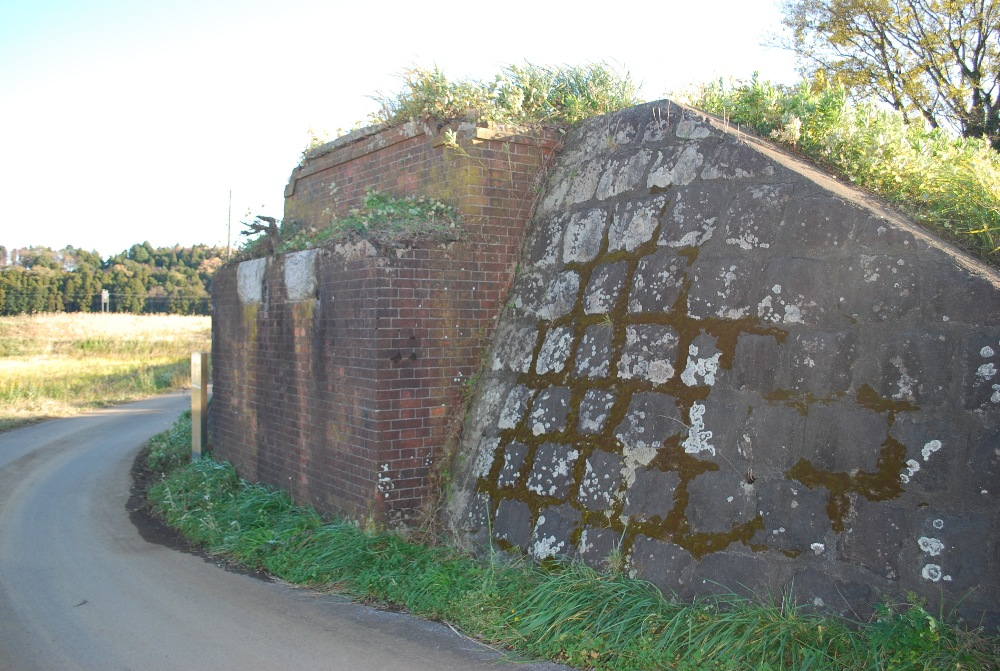
総武本線旧線路の煉瓦造橋台

#### 明治時代
明治改元後
- 1889年（明治22年）4月1日 - 町村制の施行に伴い、印旛郡千代田村（畔田・亀崎村役場）・旭村（鹿渡本村役場）が成立。
- 1894年（明治27年）12月9日 - 総武鉄道が開通し、四ツ街道駅（現・四街道駅）が設置される。

日清戦争後
- 1897年（明治30年）某月某日 - 陸軍野戦砲兵射撃学校が、四ツ街道駅北側（鹿渡無番地）に移転してくる。周辺に軍需門前町（現在の四街道地区）が形成される。

日露戦争後
- 1907年（明治40年）
  - 9月1日 - 鉄道国有法により、総武鉄道が国有化、総武本線となる。
  - 11月1日 - 四ツ街道駅が四街道駅に改称される。

#### 昭和時代
太平洋戦争前
- 1931年（昭和6年）7月 - 町内で豚熱が流行。ブタの移動が禁じられる[1]。
- 1940年（昭和15年）12月23日 - 千代田村が町制施行し、千代田町（物井役場）となる。

太平洋戦争中
- 1945年（昭和20年）
  - 6月10日 - 千葉空襲あり。
  - 8月 - 終戦直前、陸軍野戦砲兵学校が解隊する。

太平洋戦争後
- 1945年（昭和20年）9月 - 6月10日の千葉空襲で校舎の壊滅した千葉師範学校女子部が、野戦砲兵学校跡地に移転する。
- 1955年（昭和30年）3月10日 - 四街道町の発足／千代田町と旭村（馬渡は佐倉市へ編入）が合併し、人口18,014人の印旛郡四街道町が誕生。
- 1957年（昭和32年）1月1日 - 北部5集落（羽鳥、飯重、吉見、生ヶ谷、畔田）を佐倉市に編入。
- 1959年（昭和34年）2月1日 - 大日の飛地を千葉市に編入。
- 1960年（昭和35年） - 町制5周年を記念し町歌を制定（市制施行後に「四街道市歌」へ改題）。
- 1960年代以降 - 緑ヶ丘を皮切りに新興住宅地、おもには団地が次々に造成されて急速に人口が増加し、首都圏のベッドタウンのひとつとなる。
- 1977年（昭和52年）4月19日 - 四街道町が、アメリカ合衆国カリフォルニア州の都市リバモアと姉妹都市提携の盟約を締結。
- 1981年（昭和56年）
  - 4月1日 - 市制施行／国勢調査で人口が約6万人となり、市制規定人口（5万人）を超えたため市制施行を行い四街道市となる／市制の施行は同県の浦安市と同日であった。
  - 12月11日 - 四街道駅が橋上化される。

#### 平成時代
- 1990年（平成2年）6月1日 - 四街道市と千葉市の境界に変更あり。四街道市と佐倉市の境界にも変更あり。
- 2001年（平成13年）5月5日 - 山梨地区にある工場の作業員宿舎で火災が発生し、11人が死亡した。
- 2003年（平成15年）2月5日 - 四街道市民の発議により、千葉市との法定合併協議会が設置される。
- 2004年（平成16年）5月16日 - 「千葉市との合併の是非を問う住民投票」が行われ、反対票多数[注 2]により、千葉市との合併が白紙となる。
- 2006年（平成18年）12月1日 - 千葉市の一部を編入（境界変更）。
- 2024年（令和6年）10月15日 - 市庁舎の新築棟供用開始[2]。

## 人口
近年は千葉市のベッドタウンの性格が強くなり人口は増加を続けている。ただし、増加率は低下している。
| |                                          |  |
| 四街道市と全国の年齢別人口分布（2005年） | 四街道市の年齢・男女別人口分布（2005年） |  |
| ■紫色 ― 四街道市 ■緑色 ― 日本全国 | ■青色 ― 男性 ■赤色 ― 女性                |  |
| 四街道市（に相当する地域）の人口の推移 \| 1970年（昭和45年） \| 26,375人 \| \| \| 1975年（昭和50年） \| 37,401人 \| \| \| 1980年（昭和55年） \| 59,236人 \| \| \| 1985年（昭和60年） \| 67,008人 \| \| \| 1990年（平成2年） \| 72,157人 \| \| \| 1995年（平成7年） \| 79,495人 \| \| \| 2000年（平成12年） \| 82,552人 \| \| \| 2005年（平成17年） \| 84,770人 \| \| \| 2010年（平成22年） \| 86,726人 \| \| \| 2015年（平成27年） \| 89,245人 \| \| \| 2020年（令和2年） \| 93,576人 \| \| |                                          |  |
| 総務省統計局 国勢調査より |                                          |  |
| 1970年（昭和45年） | 26,375人                                 |  |
| 1975年（昭和50年） | 37,401人                                 |  |
| 1980年（昭和55年） | 59,236人                                 |  |
| 1985年（昭和60年） | 67,008人                                 |  |
| 1990年（平成2年） | 72,157人                                 |  |
| 1995年（平成7年） | 79,495人                                 |  |
| 2000年（平成12年） | 82,552人                                 |  |
| 2005年（平成17年） | 84,770人                                 |  |
| 2010年（平成22年） | 86,726人                                 |  |
| 2015年（平成27年） | 89,245人                                 |  |
| 2020年（令和2年） | 93,576人                                 |  |

## 行政

### 市長
ここでは、現職首長などについて解説した後、現在自治体の前身である四街道町の歴代首長と、現在自治体である四街道市の歴代首長について、順を追って解説する。

#### 現職市長
- 四街道市長 - 鈴木 陽介（）

2022年（令和4年）初当選。任期満了日は2026年2月27日。

#### 歴代市長
任期を1とするカウントと連続した就任期間を1とするカウントを、代a・代bとして併記する。
なお、首長の代数（歴代）の数え方は何種類もあるが、本節では a, b を添える形で書き分けながら解説する。表示欄では「代a」「代b」という名で2種類を記載した。a は就任のあるたびにカウントする方式に基づく代数であり、b は同一人物による連続就任をカウントしない方式に基づく代数である。四街道市は a の方式を採っているが（他の例：八王子市、弘前市、浜松市）、b の方式を採る自治体も多く（例：京都市、大垣市）、a と b の違いを認識しないまま単純に比較すると誤解が生まれる。なお、返り咲きがあろうとも同一人物を1カウントとする方式もあるが、四街道市はこれに該当しない。
| 代a         | 代b         | 氏名        | 就任年月日                 | 退任年月日                 | 備考                                                                 |
| 公 選 市 長 | 公 選 市 長 | 公 選 市 長 | 公 選 市 長                | 公 選 市 長                | 公 選 市 長                                                          |
| ----------- | ----------- | ----------- | -------------------------- | -------------------------- | -------------------------------------------------------------------- |
| －          | －          | 斉藤 悌市   | 1981年（昭和56年）4月1日   | 1981年（昭和56年）4月28日  | 市制施行の前日、四街道町長を退任。翌日、四街道市長臨時代理者に就任。 |
| 1           | 1           | 斉藤 悌市   | 1981年（昭和56年）4月28日  | 1984年（昭和59年）4月27日  | 1期目4年を満了。                                                     |
| 2           | 1           | 斉藤 悌市   | 1984年（昭和59年）4月28日  | 1988年（昭和63年）4月27日  | 2期目4年を満了。                                                     |
| 3           | 1           | 斉藤 悌市   | 1988年（昭和63年）4月28日  | 1992年（平成4年）4月27日   | 3期目4年を満了。                                                     |
| 4           | 2           | 小川 進     | 1992年（平成4年）4月28日   | 1996年（平成8年）4月27日   | 1期目4年を満了。                                                     |
| 5           | 2           | 小川 進     | 1996年（平成8年）4月28日   | 1996年（平成8年）9月11日   | 2期目在任中に死去。                                                  |
| 6           | 3           | 中台 良男   | 1996年（平成8年）10月20日  | 2000年（平成12年）10月19日 | 1期4年を満了。                                                       |
| 7           | 4           | 高橋 操     | 2000年（平成12年）10月20日 | 2004年（平成16年）10月19日 | 1期目4年を満了。                                                     |
| 8           | 4           | 高橋 操     | 2004年（平成16年）10月20日 | 2008年（平成20年）10月19日 | 2期目4年を満了。                                                     |
| 9           | 5           | 小池 正孝   | 2008年（平成20年）10月20日 | 2010年（平成22年）2月3日   | 在任中、体調を崩して辞職。                                           |
| 10          | 6           | 佐渡 斉     | 2010年（平成22年）2月28日  | 2014年（平成26年）2月27日  | 1期目4年を満了。                                                     |
| 11          | 6           | 佐渡 斉     | 2014年（平成26年）2月28日  | 2018年（平成30年）2月27日  | 2期目4年を満了。                                                     |
| 12          | 6           | 佐渡 斉     | 2018年（平成30年）2月28日  | 2022年（令和4年）2月27日   | 3期目4年を満了。                                                     |
| 13          | 7           | 鈴木 陽介   | 2022年（令和4年）2月27日   |                            | 現職。                                                               |

### 市役所

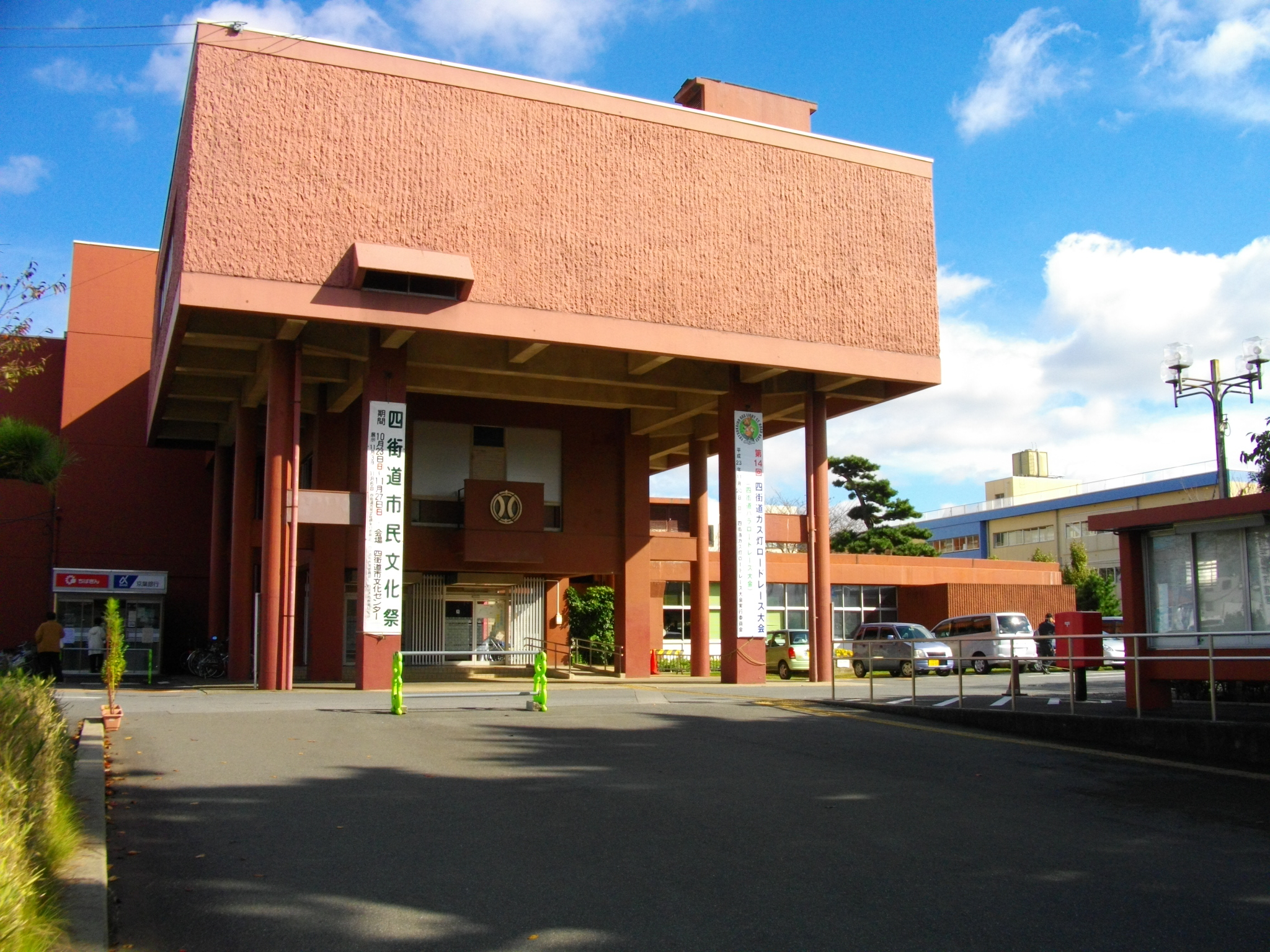
四街道市役所（減築前の既存棟、2011年）

- 四街道市役所 - 鹿渡無番地に所在。2024年（令和6年）10月15日に市庁舎新築棟の供用を開始した[2]。なお、従前の既存棟の新館は4階と5階は取り壊され減築される（2026年2月全庁開庁の予定）[2]。

### 施設
市の施設

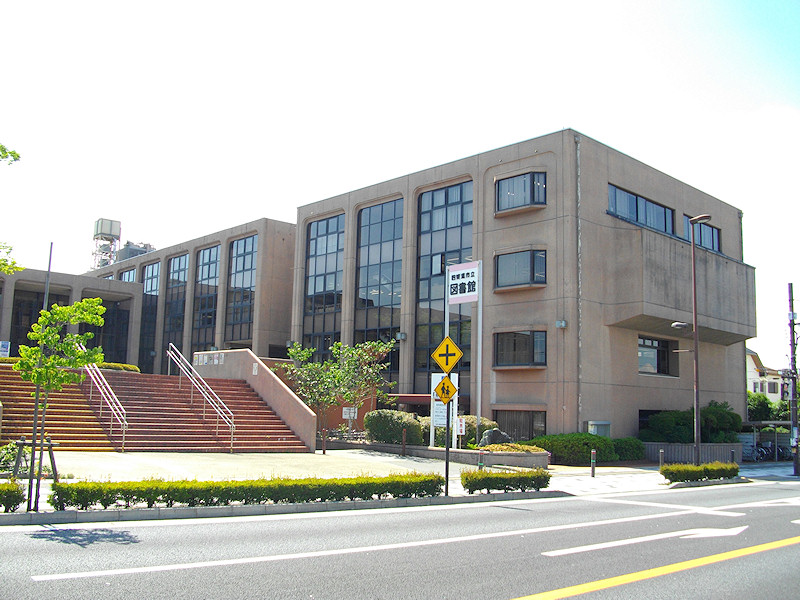
四街道市立図書館

- 四街道市文化センター（所在地：四街道市大日396、建物規模：地上3階 地下1階建て、延べ床面積：9,903平方メートル）
楽屋併設の大ホール（多目的）（収容定員：1,157席）および展示ホール（面積：125平方メートル）（地上1・2階）からなるホール棟と、会議室等（地上2・3階）の設置されている会議棟で構成される。運営は財団法人四街道市施設公社が受託。
- 四街道市立図書館：（建物規模：地上4階 地下1階建て）
四街道市文化センターに隣接する（駐車場は共用）。蔵書数は220,688冊（2006年）。なお、一般に開放されているのは、地下1階、地上1階、地上2階、地上3階の一部（視聴覚ライブラリー等）の一部のみである。
- 四街道市鹿放ヶ丘ふれあいセンター：（所在地：四街道市鹿放ヶ丘284-12）
地域交流および地元歴史等の学習のための施設。ホールや会議室など以外に、歴史民俗資料室および、陶芸用の工房（陶芸室や電気窯）を有している。学習室の蔵書数は500冊（貸し出し不可）。運営は財団法人 四街道市施設公社が受託。
- 四街道市総合福祉センター（所在地：四街道市鹿渡無番地、建物規模：地上3階建て）
- 四街道市南部総合福祉センター わろうべの里（所在地：四街道市和良比635番4、建物規模：地上2階建て、延べ床面積：2,947.61平方メートル）
- 四街道市温水プール：（所在地：四街道市山梨2027、敷地面積：3,874平方メートル、延べ床面積：1,438平方メートル）
隣接する四街道クリーンセンターで生じる余熱を転用した温水プール。ただ余熱の利用は一部に留まっており、プールの昇温は専ら重油によって賄われている。一般ステンレスプール（コース長：25メートル×7コース、水深：1メートル - 1.2メートル）1面、および、幼児用変形プール（水深：0.3メートル - 0.4メートル）1面を有す。運営は、財団法人 四街道市施設公社が受託している。
- 四街道総合公園：（所在地：四街道市和田161番地、敷地面積：19.3ヘクタール）

県の施設
- 千葉県教育振興財団 本部
- 千葉県教育振興財団文化財センター 本部

#### 国の施設
税務署
- 成田税務署 - 成田市加良部1-15に所在。東京国税局管内税務署の一つ。管轄区域は、成田市、佐倉市、四街道市、八街市、印西市、白井市、富里市、印旛郡。

裁判所
- 東京高等裁判所 管轄区域
- 千葉地方裁判所佐倉支部 管轄区域
  - 佐倉簡易裁判所 - 佐倉市弥勒町92に所在。
- 千葉家庭裁判所佐倉支部 管轄区域

検察庁
- 千葉地方検察庁佐倉支部 - 佐倉区検察庁内に所在。
  - 佐倉区検察庁 - 佐倉市弥勒町94に所在。

### 警察・消防・救急救命
- 四街道警察署

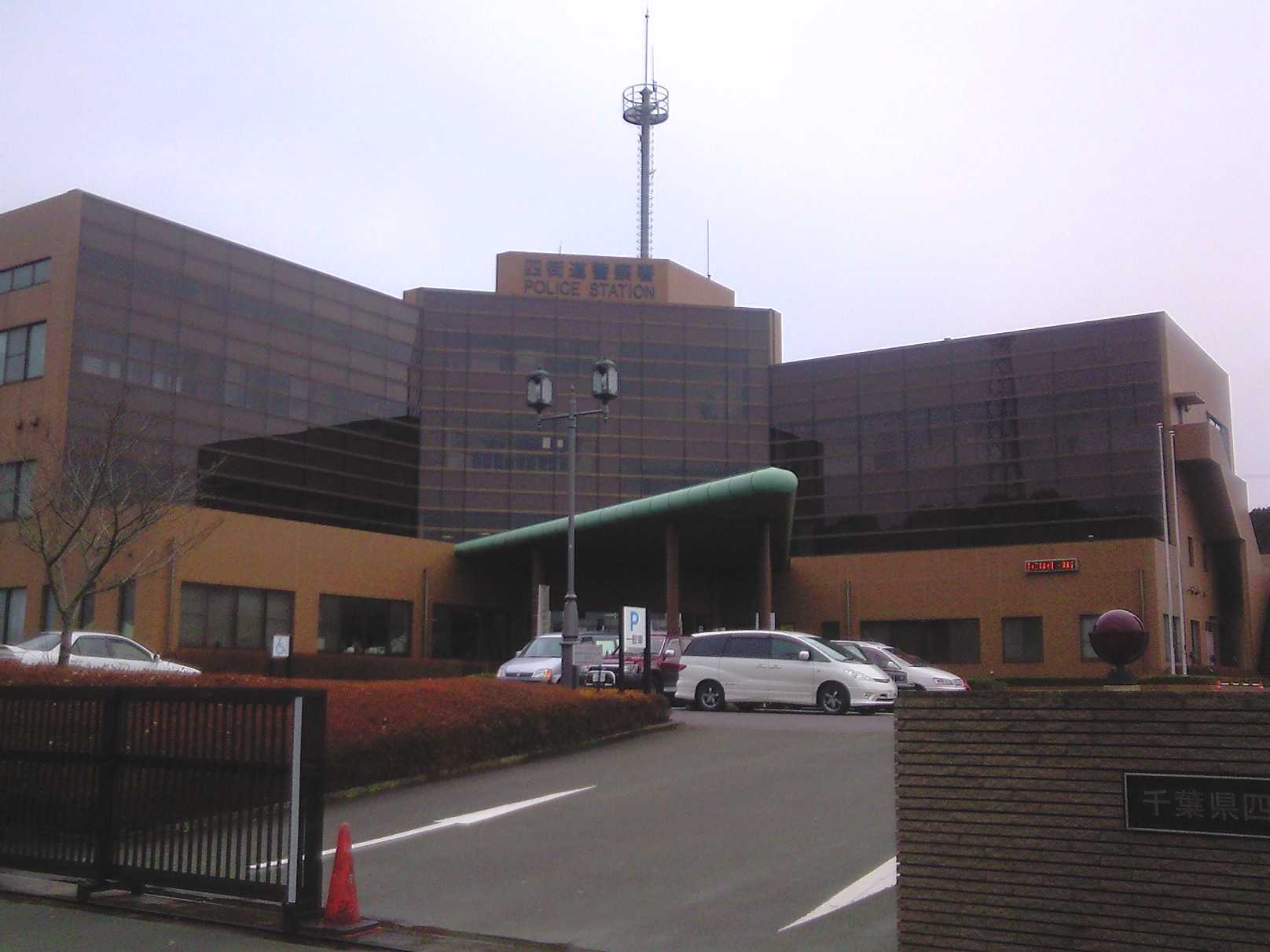
四街道警察署

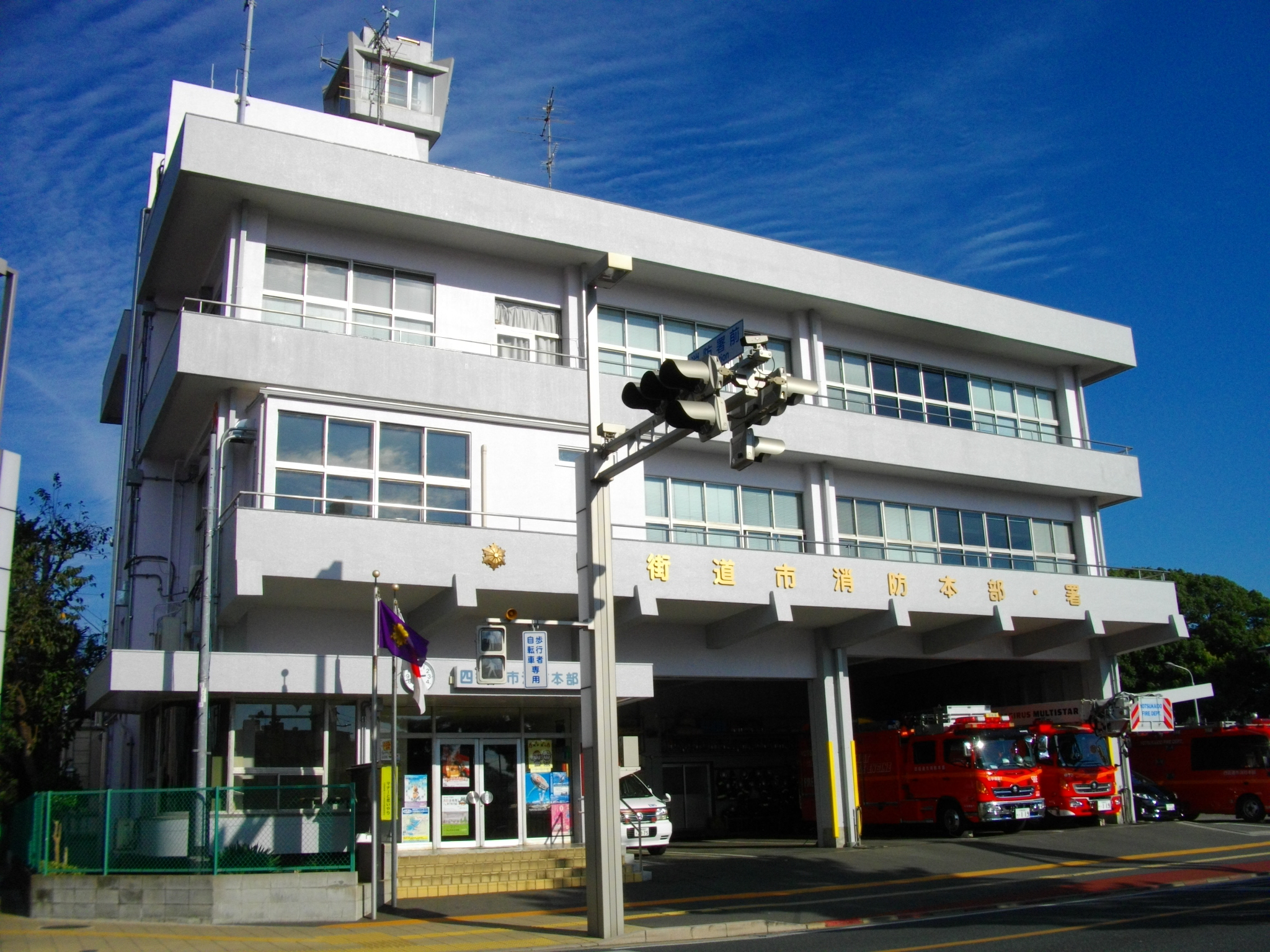
四街道市消防本部

  - 旭交番、千代田交番、大日交番、四街道駅前交番
- 四街道市消防本部
  - 四街道消防署
  - 千代田分署
  - 旭分署
  - 四街道市消防音楽隊
  - 四街道市消防資料館
- 消防団 - 全18分団

### 住民投票
四街道市では2回の住民投票が行われている。いずれも高橋市長の任期中であり、その市政の信を問うものであったが、何れも反対多数で否決されている。

#### 千葉市との合併
1996年5月、当時の千葉市長であった松井旭が、「人口100万人を達成できないなら、周辺市町村との合併も考えなければならない」と発言して物議を醸した。この際に具体的な合併対象市町についての言及はなかったが、習志野市、佐倉市、大網白里町とともに、四街道市が想定されていたといわれる。
その後、千葉市周辺で具体的に合併話が持ち上がることはしばらくなかったが、2000年10月に四街道市で「千葉市との合併推進」を公約に掲げた高橋市長が就任して以降、合併の気運が盛り上がり、2000年12月に千葉県が発表した「合併推進要綱」でも「千葉市と四街道市の合併」が例示された。
2003年2月、四街道市の住民の発議により法定合併協議会が設置され、合併方式を千葉市への編入とし、行政区名を「四街道区」とする方針が決まった。しかし四街道市議会内で合併への賛否が拮抗し、賛成派・反対派双方による発議により2004年5月16日に行われた、合併の是非を問う住民投票の結果、反対意見が賛成を上回ったために合併は白紙となった。

#### 地域交流センター建設
四街道市は、JR四街道駅北口再開発事業の中心として「地域交流センター（仮称）」の建設を計画していた。建設予定であった地域交流センターは、2008年1月着工を予定、翌2009年6月開館を予定し計画されていた。
しかし市民からは、建設予定地の近隣に四街道市文化センターがあるにもかかわらず、新たに建設費21億円を投じてまで建設する意義があるのかという疑問の声が多く挙がった。
このため四街道市議会は2007年10月に「地域交流センターの建設の賛否を問う住民投票条例」の条例案を可決した。そして条例に基づき、同2007年12月9日に地域交流センター建設の是非を問う住民投票が行われた。その結果、賛成7,962票、反対25,384票により地域交流センターの建設は白紙となった。

## 議会

### 市議会
- 定数：20名[10]
- 任期：令和2年3月9日から令和2年3月10日
- 議長：岡田　哲明
- 副議長：成田　芳律

| 会派名     | 議席数 | 議員名                                           |
| ---------- | ------ | ------------------------------------------------ |
| 四街道     | 5      | 清宮一義 成田芳律 戸田由紀子 石山健作 長谷川清和 |
| 市民くらぶ | 4      | 広瀬義積 久保田敬次郎 栗原直也 大越登美子        |
| 公明党     | 3      | 西塚義尊、田中徳彦、高橋絹子                     |
| れいわ輝   | 3      | 坂本弘毅、保坂康平、森本次郎                     |
| 志誠会     | 2      | 岡田哲明、関根登志夫                             |
| 日本共産党 | 2      | 阿部百合子、本田良                               |
| 無会派     | 1      | 山本裕嗣                                         |
| 計         | 20     |                                                  |

### 県議会
- 選挙区：四街道市選挙区
- 定数：2名
- 任期：2019年（平成31年）4月30日 - 2023年（令和5年）4月29日

| 氏名     | 会派名                     | 当選回数 |
| -------- | -------------------------- | -------- |
| 岡村泰明 | 自由民主党千葉県議会議員会 | 5        |
| 中台良男 | 自由民主党千葉県議会議員会 | 3        |

### 衆議院
- 選挙区：千葉9区（千葉市若葉区・佐倉市・四街道市・八街市）
- 投票日：2024年10月27日
- 当日有権者数：401,047人
- 投票率：50.64％

| 当落 | 候補者名   | 年齢 | 所属党派     | 新旧別 | 得票数   | 重複 |
| ---- | ---------- | ---- | ------------ | ------ | -------- | ---- |
| 当   | 奥野総一郎 | 60   | 立憲民主党   | 前     | 86,335票 | ○    |
|      | 田宮寿人   | 35   | 自由民主党   | 新     | 65,963票 | ○    |
|      | 田沼隆志   | 48   | 日本維新の会 | 元     | 33,034票 | ○    |
|      | 山崎温之   | 72   | 日本共産党   | 新     | 11,385票 |      |

## 経済

### 産業

#### 本社・本店を置く企業
- 千葉内陸バス
- ハウス食品分析テクノサービス
- 岩渕薬品
- 和気教育研究所 - 千葉ゼミナールを運営
- ママクック株式会社 - ペットフード製造[11]

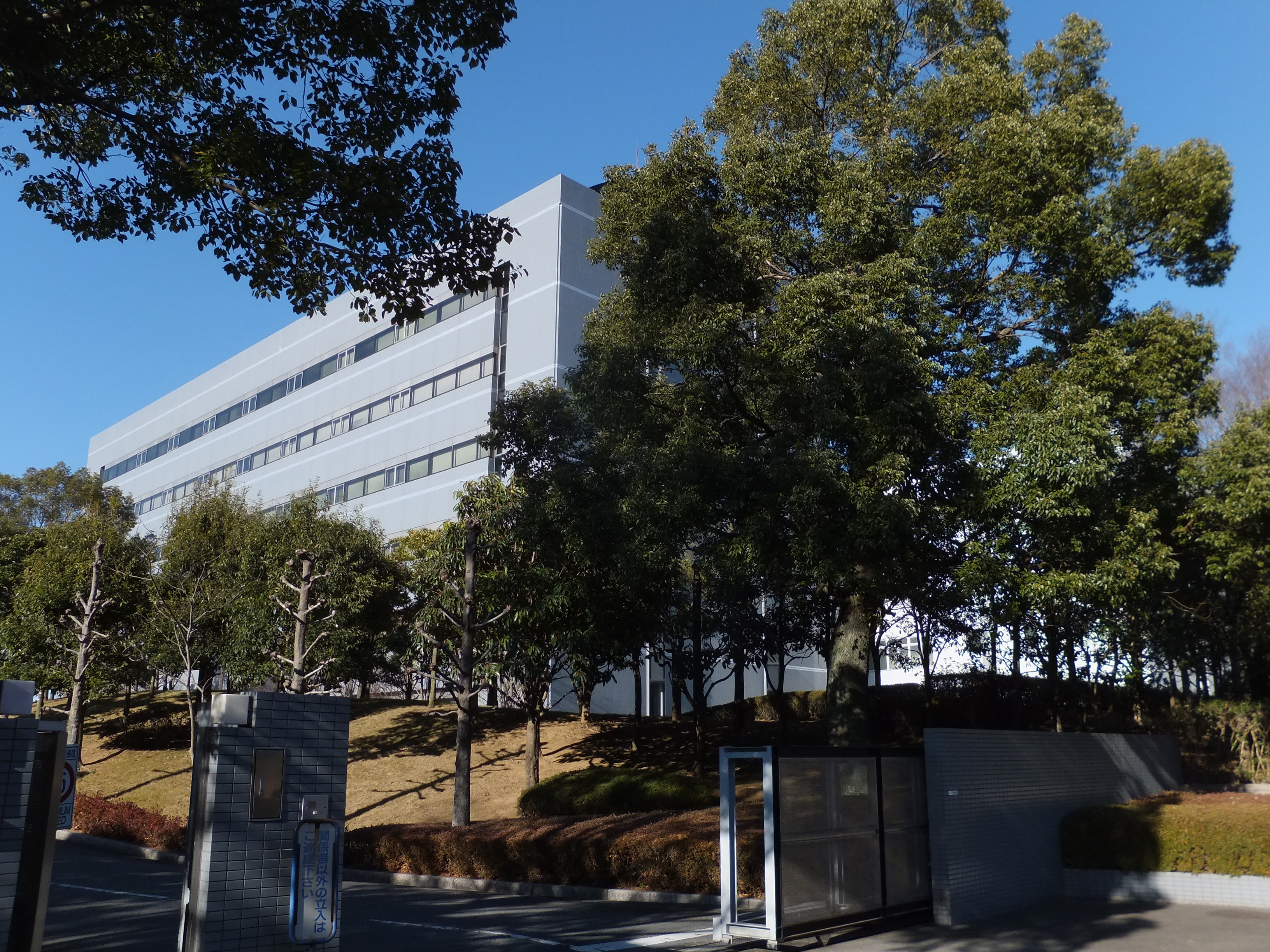
ハウス食品分析テクノサービス本社

- 株式会社千葉ヤクルト工場（ヤクルト子会社）- 老朽化により市外の工業団地「ちばリサーチパーク」へ移転予定[12]

#### 事業拠点を置く企業
- ハウス食品株式会社 ソマテックセンター

#### 主な商業施設
- イトーヨーカドー四街道店 - 店舗面積 35,031m2[13]
- MEGAドン・キホーテ四街道店 - 店舗面積 12,260m2[14]

#### 金融機関
- 千葉銀行 - 四街道支店、四街道南支店
- 京葉銀行 - 四街道支店、四街道南支店、千代田支店
- 千葉興業銀行 - 四街道支店
- 千葉信用金庫 - 四街道支店
- 千葉みらい農業協同組合 - 四街道支店

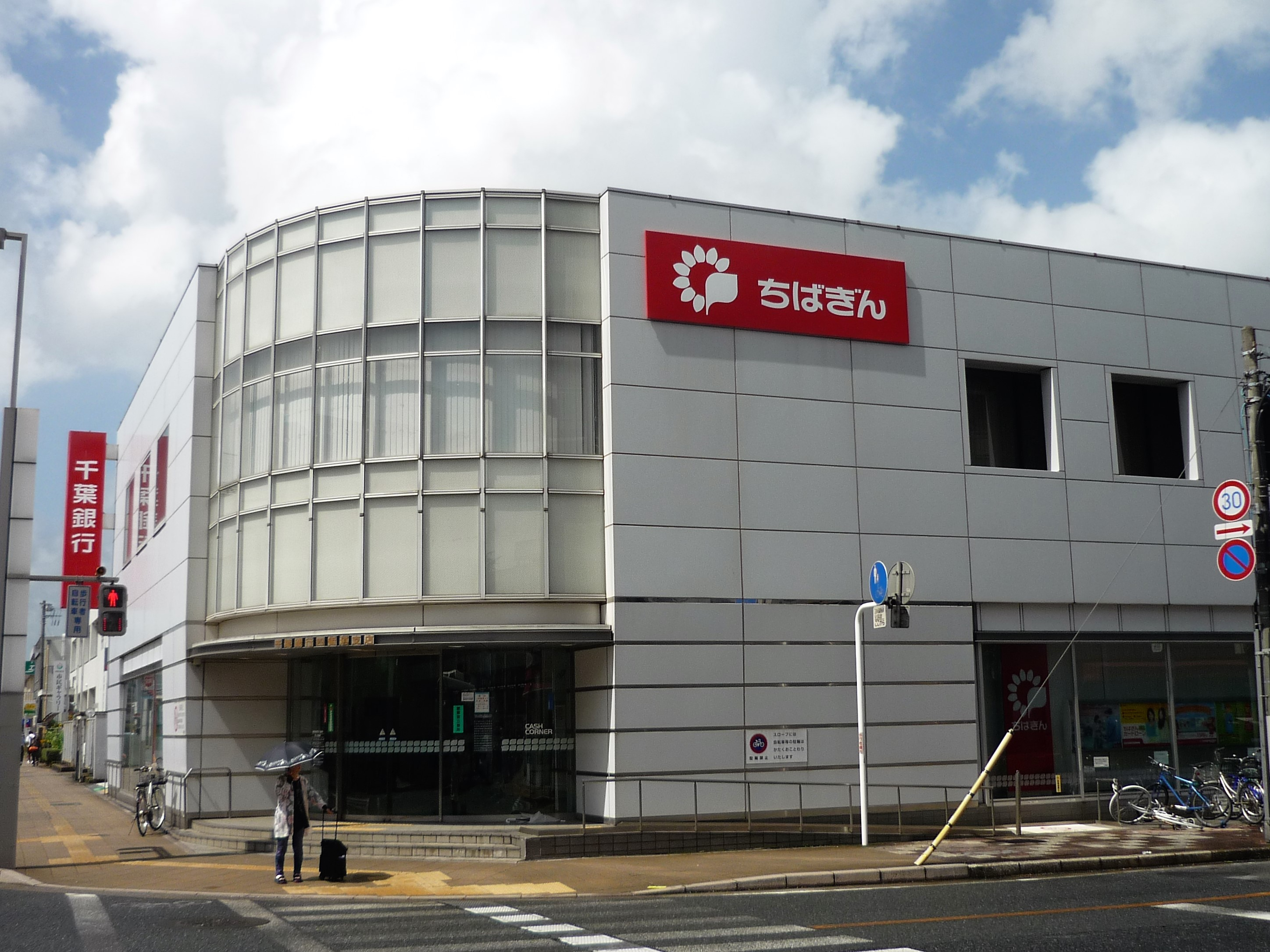
千葉銀行四街道支店
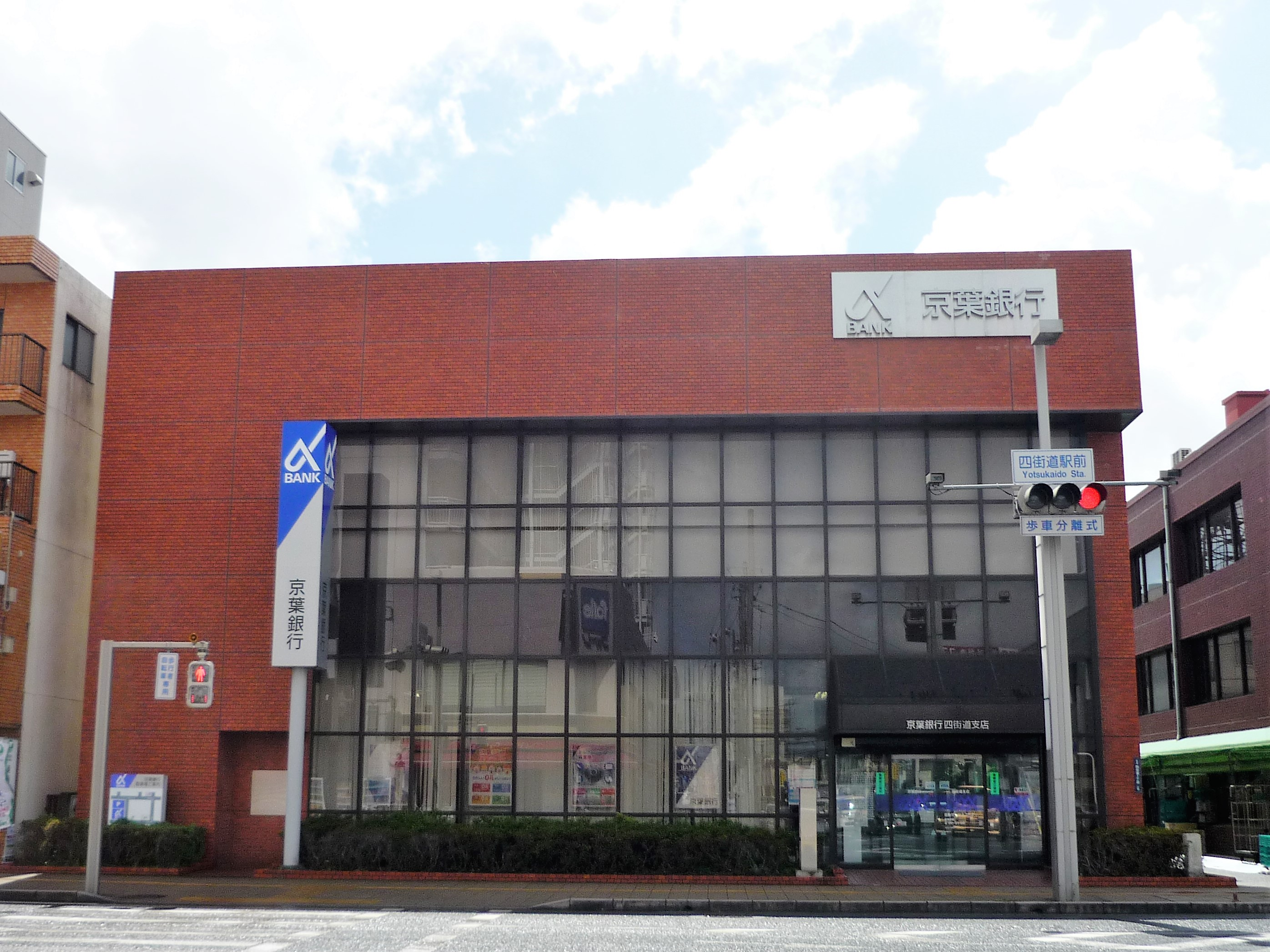
京葉銀行四街道支店
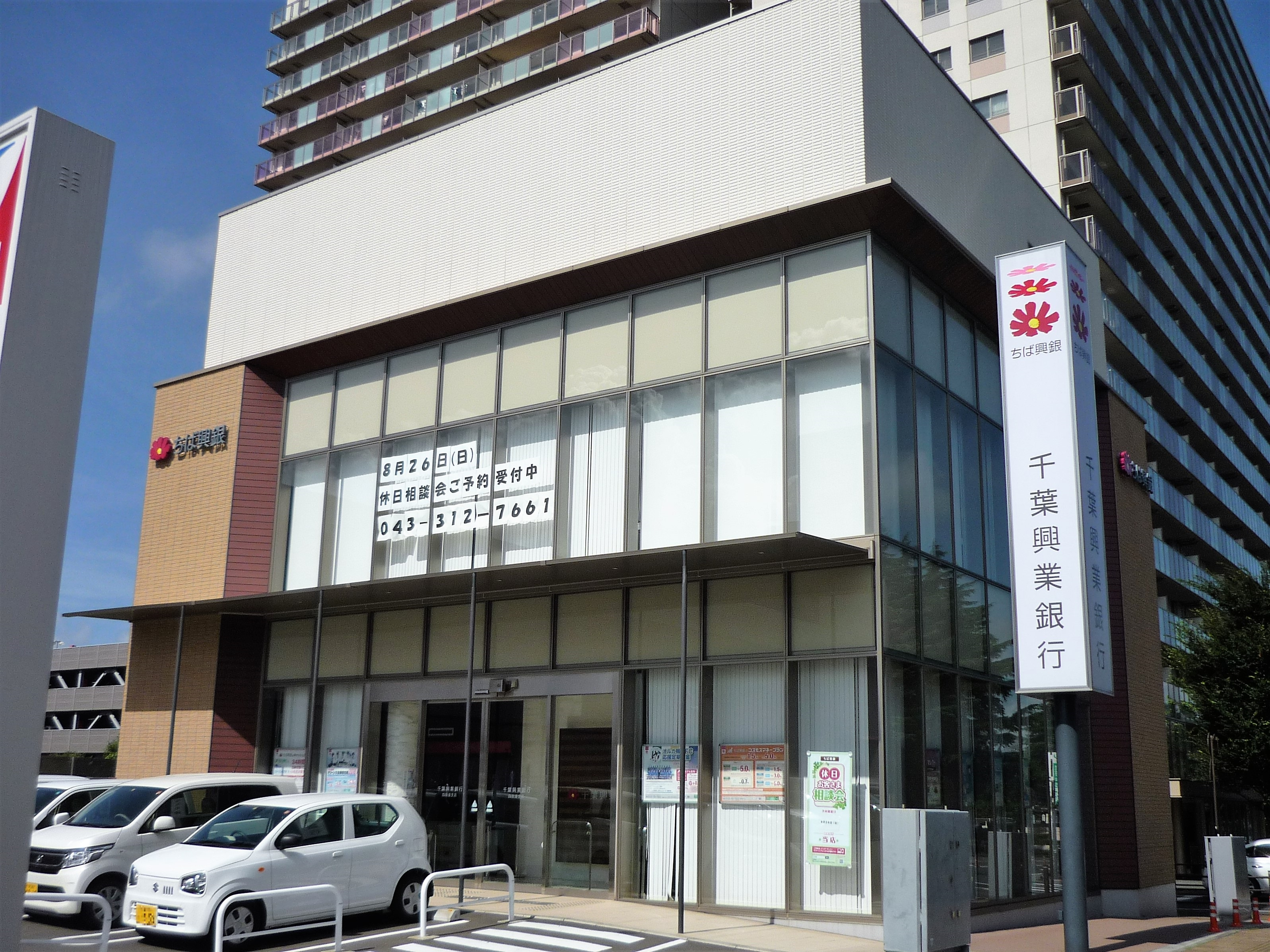
千葉興業銀行四街道支店

## 姉妹都市・提携都市
- リバモア（アメリカ合衆国カリフォルニア州）

四街道町が、1977年（昭和52年）4月19日に姉妹都市提携の盟約を締結。地域住民の相互訪問、留学生の交換など交流を深めてきた。1987年（昭和62年）7月には、締結10周年を迎えるにあたって四街道の木・桜の苗木を約30本寄贈した。その後、桜の木のお礼としてハナミズキが贈られ四街道の街路樹として美しい花を咲かせている。

## 地域

### 地区
- 旭ヶ丘（あさひがおか）
  - 旭ヶ丘1丁目
  - 旭ケ丘2丁目
  - 旭ケ丘3丁目
  - 旭ケ丘4丁目
  - 旭ケ丘5丁目
- 池花（いけはな）
  - 池花1丁目
  - 池花2丁目
- 上野（うえの）
- 内黒田（うちくろだ）
- 美しが丘（うつくしがおか）
  - 美しが丘1丁目
  - 美しが丘2丁目
  - 美しが丘3丁目
- 小名木（おなぎ）
- 亀崎（かめざき）
- 萱橋（かやばし）
- 栗山（くりやま）
- さちが丘（さちがおか）
  - さちが丘1丁目
  - さちが丘2丁目
- さつきヶ丘（さつきがおか）
- 鹿渡（しかわたし）
- 下志津新田（しもしづしんでん）
- 鷹の台（たかのだい）
  - 鷹の台1丁目
  - 鷹の台2丁目
  - 鷹の台3丁目
  - 鷹の台4丁目
- 大日（だいにち）
- 中央（ちゅうおう）
- 千代田（ちよだ）
  - 千代田1丁目
  - 千代田2丁目
  - 千代田3丁目
  - 千代田4丁目
  - 千代田5丁目
- つくし座（つくしざ）
  - つくし座1丁目
  - つくし座2丁目
  - つくし座3丁目
- 長岡（ながおか）
- 中台（なかだい）
- 中野（なかの）
- 南波佐間（なばさま）
- 成山（なりやま）
- みそら
  - みそら1丁目
  - みそら2丁目
  - みそら3丁目
  - みそら4丁目
- みのり町（みのりちょう）
- めいわ
  - めいわ1丁目
  - めいわ2丁目
  - めいわ3丁目
  - めいわ4丁目
  - めいわ5丁目
- もねの里（もねのさと）
  - もねの里1丁目
  - もねの里2丁目
  - もねの里3丁目
  - もねの里4丁目
  - もねの里5丁目
  - もねの里6丁目
- 物井（ものい）
- 山梨（やまなし）
- 吉岡（よしおか）
- 四街道（よつかいどう）
  - 四街道（街区なし）
  - 四街道1丁目
  - 四街道2丁目
  - 四街道3丁目
- 鹿放ヶ丘（ろっぽうがおか）
- 和田（わだ）
- 和良比（わらび）

#### 電話番号
市外局番は市内全域が「043」。市内局番が「42X」「43X」を四街道市では割り当てている。
佐倉市、八街市、印旛郡酒々井町などとの通話は市内通話料金で利用可能（千葉MA）。
また、最近では千葉市と共通して「30X」「31X」も使用している。

#### 郵便事業

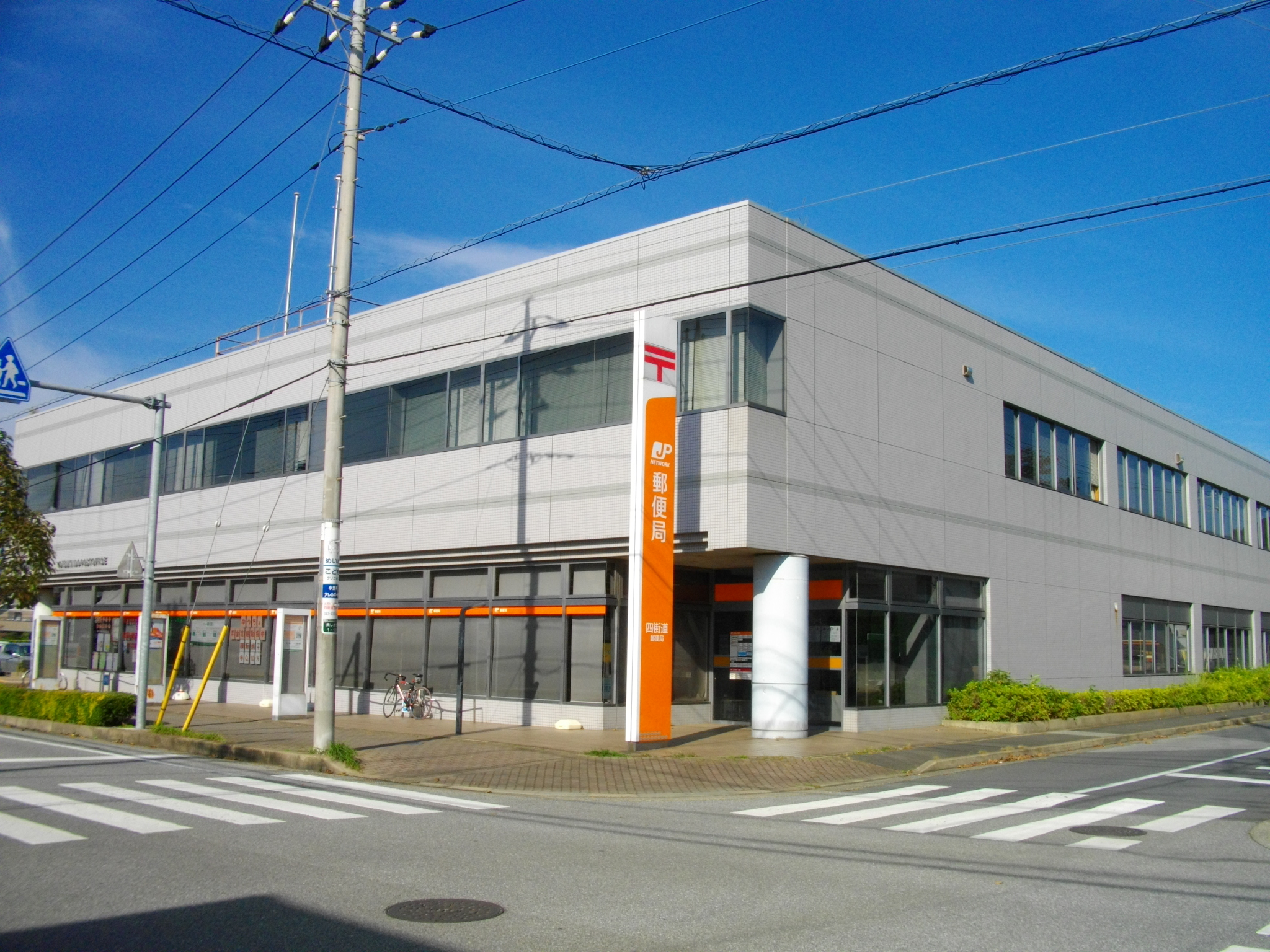
四街道郵便局

郵便番号は市内全域が「284-00xx」、四街道郵便局が集配を担当する。

### 医療

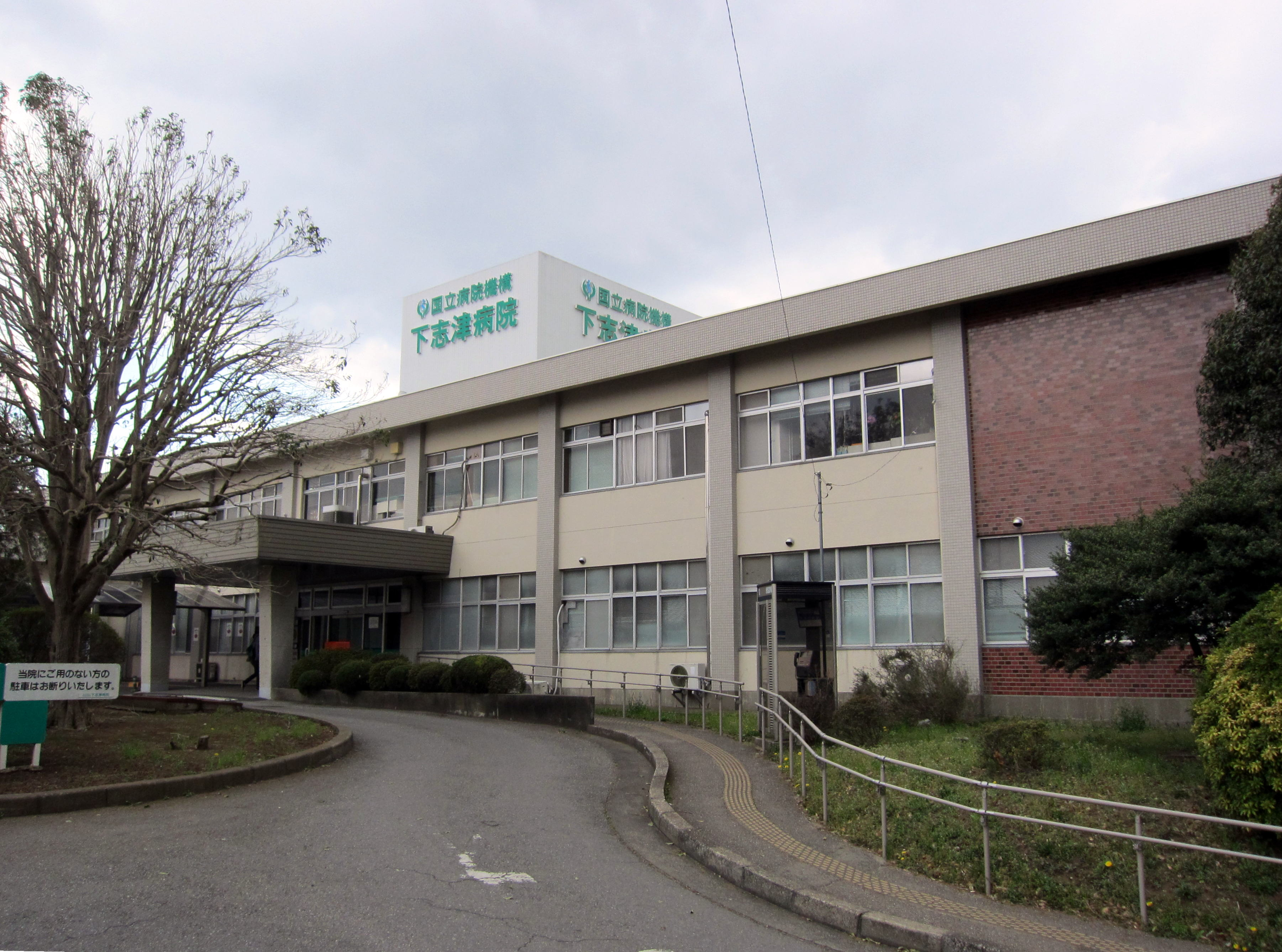
国立病院機構下志津病院

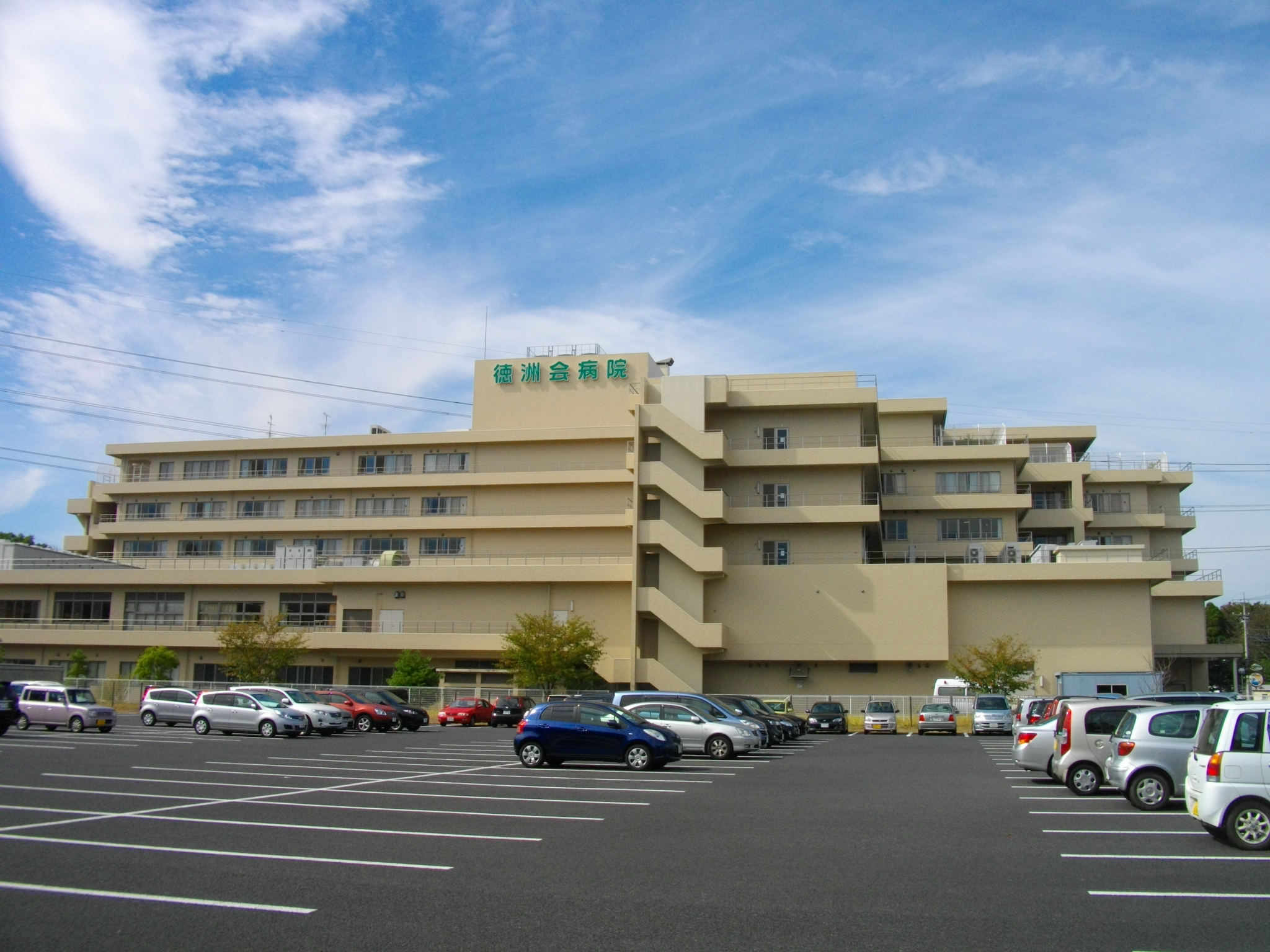
四街道徳洲会病院

四街道市が属する広域医療圏は、二次医療圏（二次保健医療圏）としては「印旛医療圏」（管轄区域：成田市、佐倉市、四街道市、八街市、印西市、白井市、富里市、酒々井町、栄町）である。三次医療圏は「千葉県医療圏」（管轄区域：千葉県全域）。
医療提供施設は特筆性の高いもののみを記載する。
- 一次医療圏
  - 栗山中央病院（緊急指定病院）
  - 四街道徳洲会病院（緊急指定病院）
  - 国立病院機構下志津病院（緊急指定病院）
  - 四街道さくら病院
  - 大日病院（2020年5月末 閉院）
- 二次医療圏
  - 日本医科大学千葉北総病院（印西市、基幹災害拠点病院[18]・救命救急センター）
  - 成田赤十字病院（成田市、災害拠点病院・救命救急センター）
  - 東邦大学医療センター佐倉病院（佐倉市、災害拠点病院）

### 教育

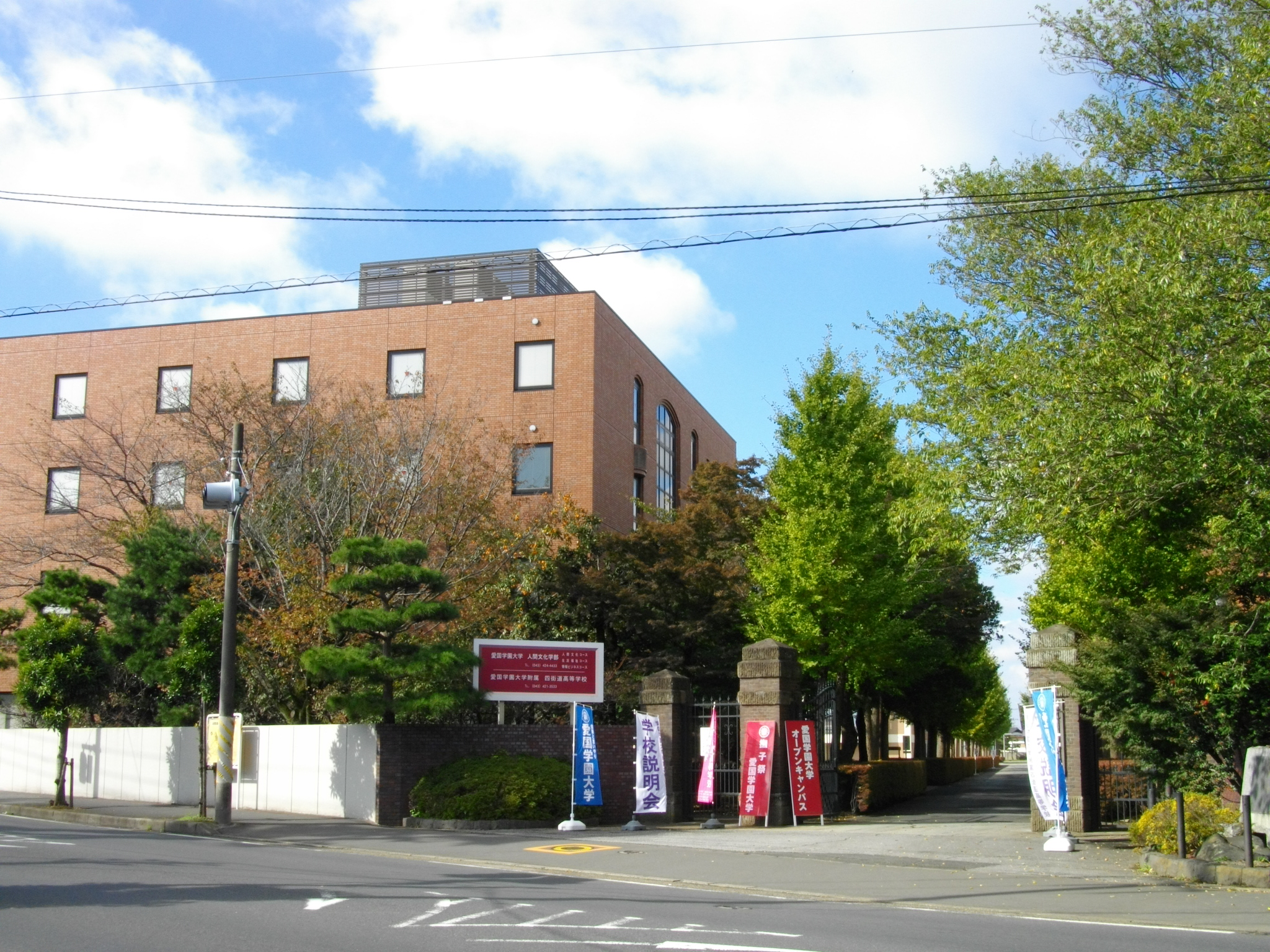
愛国学園大学

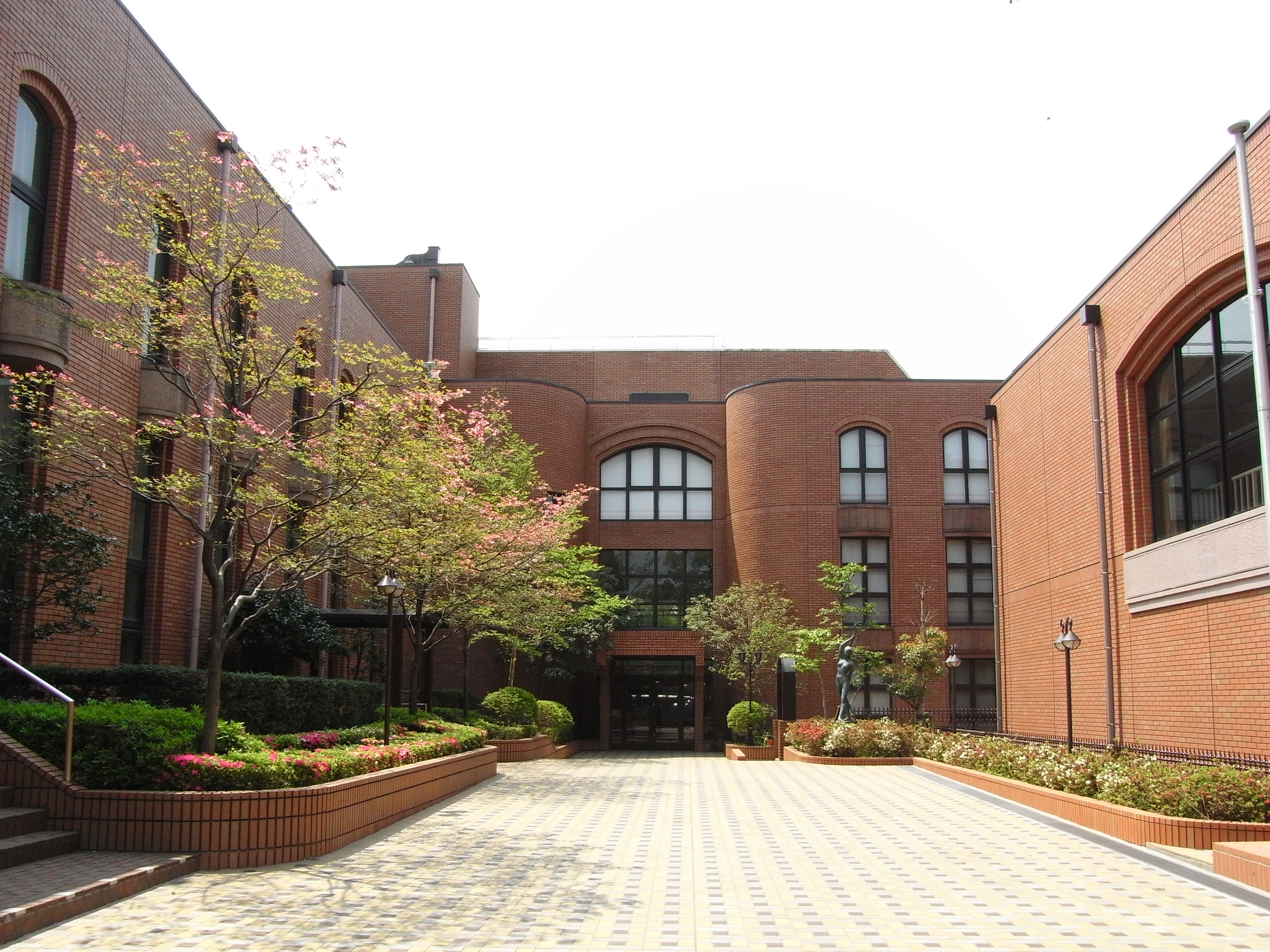
愛国学園短期大学

#### 大学
- 私立大学
  - 愛国学園大学

#### 短期大学
- 私立短期大学
  - 愛国学園短期大学

#### 高等学校
- 公立高等学校
  - 千葉県立四街道高等学校
  - 千葉県立四街道北高等学校
- 私立高等学校
  - 千葉敬愛高等学校
  - 愛国学園大学附属四街道高等学校

#### 中学校
- 公立中学校
  - 四街道市立四街道中学校
  - 四街道市立千代田中学校
  - 四街道市立旭中学校
  - 四街道市立四街道西中学校
  - 四街道市立四街道北中学校

#### 小学校
- 公立小学校
  - 四街道市立四街道小学校
  - 四街道市立旭小学校
  - 四街道市立南小学校 [19]
  - 四街道市立中央小学校
  - 四街道市立大日小学校
  - 四街道市立八木原小学校
  - 四街道市立四和小学校
  - 四街道市立山梨小学校
  - 四街道市立みそら小学校
  - 四街道市立栗山小学校
  - 四街道市立和良比小学校
  - 四街道市立吉岡小学校

#### 特別支援学校
- 公立学校
  - 千葉県立千葉盲学校
  - 千葉県立四街道特別支援学校

#### 職業能力開発校
- 私立学校
  - 住友林業建築技術専門校

## 交通

### 鉄道
東日本旅客鉄道（JR東日本）

四街道駅（JR東日本）

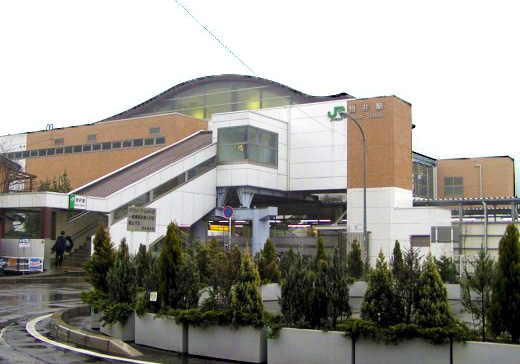
物井駅（JR東日本）

■総武本線・■成田線（総武本線と相互運転）
- - 四街道駅 - 物井駅 -

### バス
コミュニティバス
- 市内循環バス「ヨッピィ」

一般路線バス

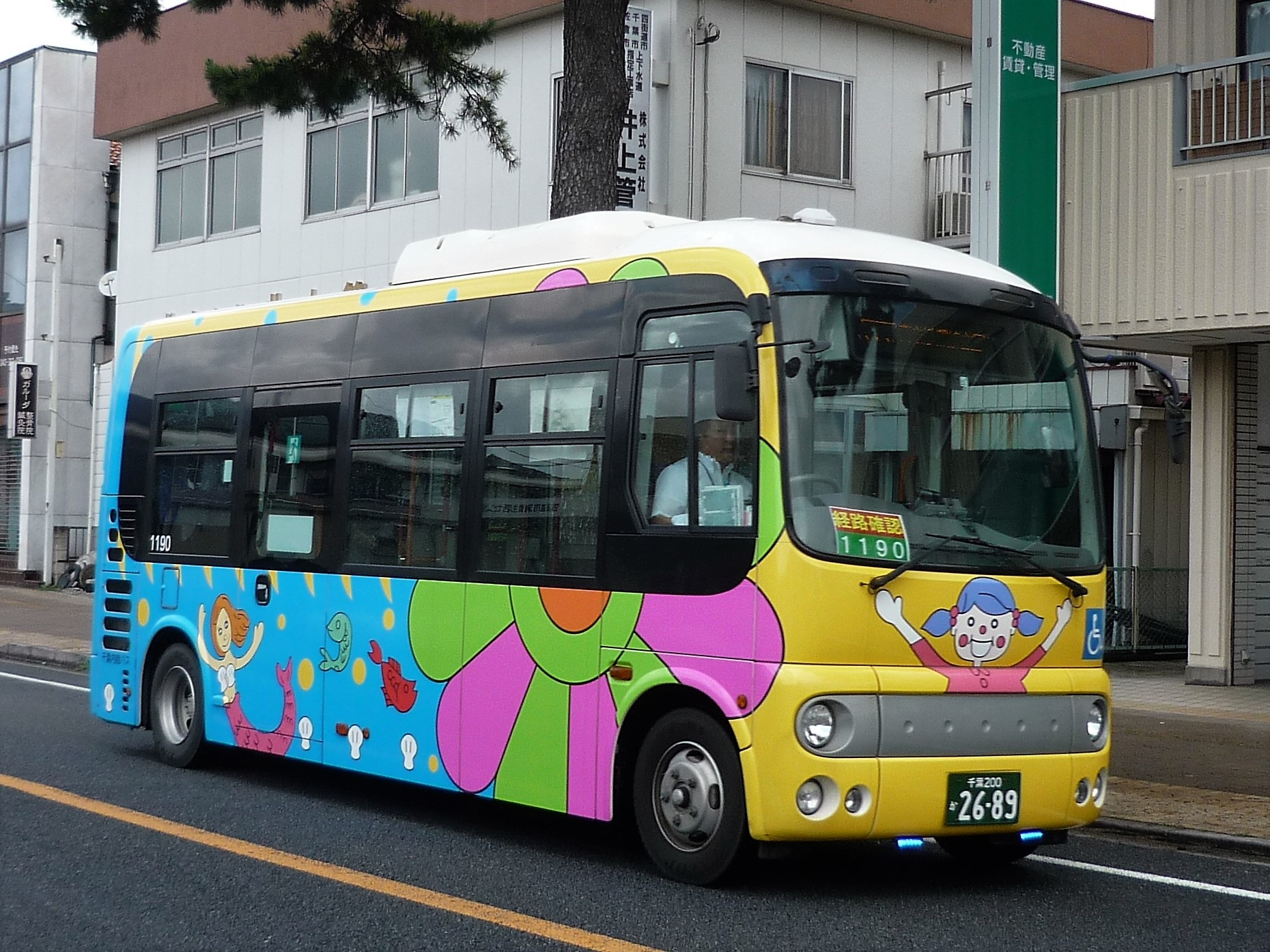
四街道市が運行するコミュニティバス、市内循環バス「ヨッピィ」の専用車両

- 千葉内陸バス - 市内路線の大半を運行する[20]。
- 京成バス - 京成バス千葉営業所（御成台車庫）と、つ01系統の「鷹の台四丁目」「御成台西」停留所は四街道市にある。
- ちばグリーンバス
- 平和交通

深夜急行バス
- 銀座駅・東京駅 - 四街道市内（平和交通）

空港連絡バス
- 四街道市内 - 羽田空港（千葉内陸バス・東京空港交通）

高速バス
- 四街道市内 - 東京駅（京成バス・ちばグリーンバス・千葉内陸バス）
- 大阪 - 銚子線（千葉交通・南海バス）
- 佐倉・四街道市内 - バスターミナル東京八重洲（なの花交通バス）

### 道路
高速道路
- 東関東自動車道
  - - 四街道IC -

一般国道
- 国道51号

#### 主要地方道
- 千葉県道64号千葉臼井印西線
- 千葉県道66号浜野四街道長沼線

一般県道
- 千葉県道136号佐倉停車場千代田線
- 千葉県道155号四街道上志津線

## 名所・旧跡・観光スポット・祭事・催事

### 名所・旧跡・観光スポット

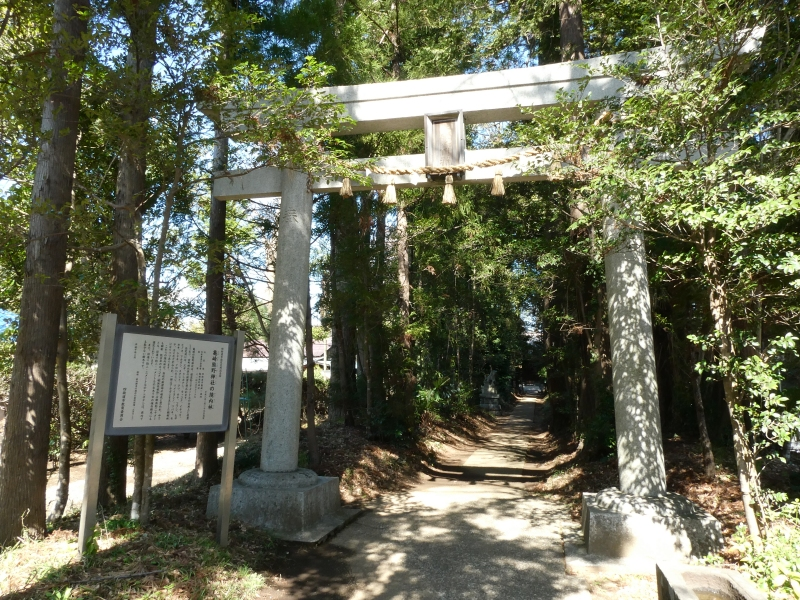
熊野神社 (亀崎)
- 熊野神社 (内黒田)
- 皇産霊神社
- ガス灯通り
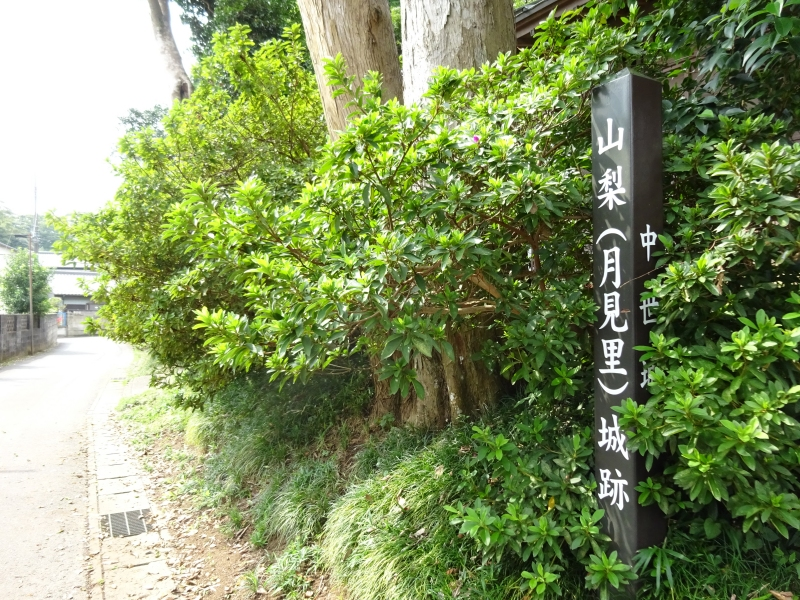
和良比堀込城跡
- 山梨城跡
- 木出城跡
- 鹿渡城跡
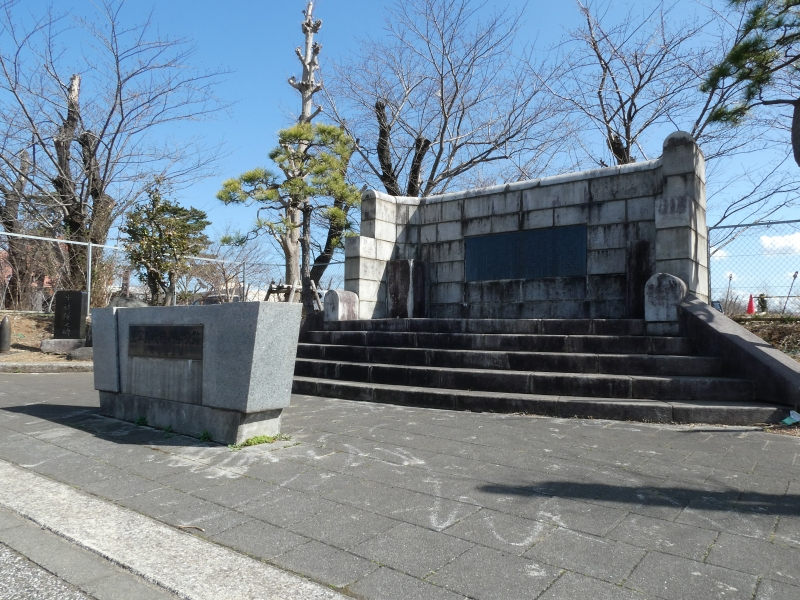
旧陸軍野戦砲兵学校の記念碑
- 旧陸軍野戦重砲兵第四連隊の跡
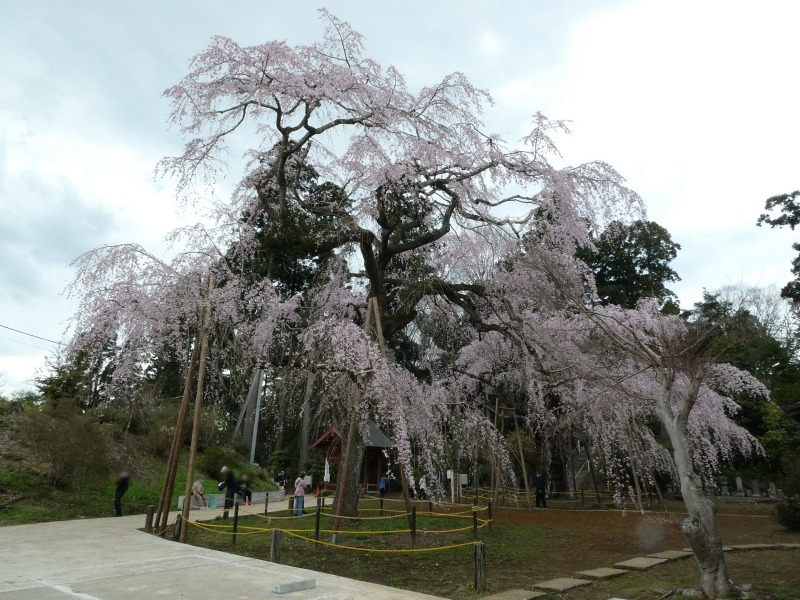
福星寺のしだれ桜

- 熊野神社（亀崎）
- 山梨城跡
- 陸軍野戦砲兵学校跡記念碑
- 福星寺のしだれ桜

### 祭事・催事
- 和良比はだか祭り（2月）
- 内黒田はだか参り（3月15日）
- 四街道ふるさと祭り（8月）
- 亀崎熊野神社例祭（10月）
- 栗山香取神社の祭礼（10月）
- 四街道市民文化祭（10月後半 - 11月後半）
- 四街道産業まつり（11月）

### 文化財
千葉県指定および国登録文化財一覧。
| 番号 | 指定・登録 | 類別                     | 名称                       | 所在地                   | 所有者または管理者 | 指定年月日      | 備考 |
| ---- | ---------- | ------------------------ | -------------------------- | ------------------------ | ------------------ | --------------- | ---- |
| 1    | 県指定     | 有形文化財（考古資料）   | 草刈遺跡群出土小銅鐸       | 四街道市鹿渡809-2        | 千葉県             | 平成26年3月4日  | 4点  |
| 2    | 国登録     | 登録有形文化財（建造物） | 木村家住宅（旧北白川宮邸） | 四街道市四街道2-12-44    | 個人               | 平成11年7月8日  | 1件  |
| 3    | 国登録     | 登録有形文化財（建造物） | 近藤家住宅主屋他           | 四街道市下志津新田2530-4 | 個人               | 平成16年11月8日 | 3件  |

## 出身有名人

### 出身著名人

#### 昭和生まれ
四街道町の成立以前
- 斉藤忠利 - 1931年（昭和6年）生まれ。アメリカ文学者。
- 志位和夫 - 1954年（昭和29年）7月29日生まれ。政治家。

四街道町の成立後
- 須藤浩 - 1957年（昭和32年）7月6日生まれ。政治家。
- 渡荘太 - 1958年（昭和43年）生まれ。俳優。
- 中原めいこ - 1959年（昭和34年）5月8日生まれ。シンガーソングライター。
- Reds☆ - 1967年（昭和42年）5月27日生まれ。ミュージシャン、歌手。
- 冴桐由 - 1970年（昭和45年）生まれ。農学者。小説家。
- 長谷川朝晴 - 1972年（昭和47年）3月19日生まれ。俳優。
- 3代目桂文雀 - 1972年（昭和47年）12月11日、神奈川県横浜市生まれ。四街道町育ち（転入時期不明）。落語家。
- 飯塚悟志 - 1973年（昭和48年）5月27日生まれ。お笑い芸人。東京03のリーダー。
- 木村一基 - 1973年（昭和48年）6月23日生まれ。将棋棋士。
- 吉田浩 - 1973年（昭和48年）8月2日生まれ。アナウンサー。
- TAKAみちのく - 1973年（昭和48年）10月26日、四街道町生まれ。出生地、および、石川県金沢市、岩手県盛岡市育ち。プロレスラー。小学校途中まで四街道町で育つ。
- 栗原克志（元プロサッカー選手）-1977年（昭和52年）7月29日生まれ。日本サッカー協会ナショナルトレセンコーチを経て2019年12月より2020年東京五輪U-22日本代表のコーチに就任
- 花香よしあき - 1979年（昭和54年）10月12日生まれ。お笑いタレント。

四街道市の成立後
- 小堀佑介 - 1981年（昭和56年）10月11日生まれ。ボクシング指導者、元プロボクサー。
- 佐藤博紀 - 1982年（昭和57年）1月30日生まれ。プロバスケットボール選手（bjリーグ所属）。
- 皆藤愛子 - 1984年（昭和59年）1月25日、栃木県真岡市生まれ、四街道育ち（転入時期不明）、四街道市立四和小学校卒業。ニュースキャスター、タレント。
- 松田光 - 1986年（昭和61年）12月17日生まれ。ソフトボール選手、世界選手権銀メダリスト、2019年世界野球ソフトボール連盟最優秀選手。
- 太田莉菜 - 1988年（昭和63年）1月11日生まれ。ファッションモデル。女優。

#### 平成生まれ
- 井領雅貴 - 1989年（平成元年）11月4日生まれ。プロ野球選手（NPB所属）。
- 山崎将平 - 1990年（平成2年）3月31日生まれ。俳優。
- 村田倫子 - 1992年（平成4年）10月23日生まれ。タレント、雑誌モデル。
- 前田憂佳 - 1994年（平成6年）12月28日生まれ。元アイドル歌手、元女優。
- 木村泰斗 - 1997年（平成9年）12月6日生まれ。俳優。
- 石橋康太 - 2000年（平成12年）12月7日生まれ。プロ野球選手（NPB所属）。

#### 生年不詳
- 露崎義邦 - （ベーシスト、音楽バンド「パスピエ」メンバー）。

### ゆかりの人物
- 佐渡斉 - 1953年（昭和28年）9月25日、広島県竹原市生まれ。政治家（四街道市長等）。官僚（四街道市職員）。
- 宇野常寛 - 1978（昭和53年）11月17日、青森県八戸市生まれ。評論家。幼少期を四街道市で過ごす。
- 四街道ネイチャー - 市名と同名のグループであり、メンバーが当市出身。